# Otto Dieckhoff
Berthold Otto Dieckhoff (* 18. Januar 1872 in Göttingen; † 19. Oktober 1947 in Uelzen) war ein deutscher Gymnasialprofessor. Überregional und nachhaltig bekannt wurde er vor allem durch seinen Führer durch das Oberwesergebiet (Weserbergland), der in mehreren Auflagen erschien.

## Leben
Dieckhoff besuchte zunächst die Gehobene Volksschule und dann von 1881 bis 1890 das Königliche Gymnasium zu Göttingen, das ab 1889 unter der Leitung von Anton Viertel stand. Ab Herbst 1890 studierte er Klassische Philologie, Germanistik und Geschichte an der Universität Göttingen und schloss dort 1894 mit einer von Friedrich Leo betreuten, in lateinischer Sprache verfassten Dissertation über Ciceros De natura deorum ab. Ab 1898 unterrichtete er 19 Jahre lang Lateinisch und Altgriechisch am Gymnasium in Hameln (dem heutigen Schiller-Gymnasium) und wurde dort zum Gymnasialprofessor befördert. Ab 1917 leitete er als Direktor das Gymnasium in Uelzen (ab 1925 Städtisches Reformrealgymnasium und Realschule Uelzen; heute Herzog-Ernst-Gymnasium). 1934 trat er als Gymnasialdirektor in den Ruhestand, hielt aber sporadisch (insbesondere zum Kriegsende und in den ersten Monaten danach) weiterhin Unterricht ab.
Von 1921 bis zu seinem Tod 1947 war er Vorsitzender des Verkehrsvereins Uelzen e.V.
Dieckhoff veröffentlichte zahlreiche landeskundliche Reise- und Wanderführer, von denen sein 1912 erstmals erschienener Führer durch das Wesergebiet am erfolgreichsten war; das Buch wurde in jeweils erweiterten Fassungen bis 1929 dreimal (zum Schluss zweibändig) neu aufgelegt und gilt im Kern bis heute als Standardwerk. 2012 wurde dem hundertsten Jubiläum der Erstauflage gedacht. 

## Publikationen
- De Ciceronis libris de natura Deorum recensendis. Göttingen: Vandenhoeck & Ruprecht, 1895 (= Phil. Diss. Göttingen 1894) (in lateinischer Sprache verfaßt) (Digitalisat der Harvard University.)
- Führer durch das Oberwesergebiet, hrsg. vom Wesergebirgsverein. Hameln u. a.: Verlag des Wesergebirgsvereins, 1912. (Digitalisat der Universität Paderborn 2005.)
- Kleiner Führer durch das Oberwesergebiet. Hameln: Verlag des Wesergebirgsvereis, 1916.
- Die Weserberge. Berlin: Goldschmidt, 1917 (Griebens Reiseführer, Band 505).
- Teutoburger Wald mit Osning und Eggegebirge. Berlin: Goldschmidt, 1919 (Griebens Reiseführer, Band 525).
- Führer durch das Oberwesergebiet. 2. erweiterte und verbesserte Auflage, Kassel: Max Augustin, 1921.
- Das Weserbergland von Hannover, Hildesheim bis Minden, Hameln, Pyrmont. Kassel: Max Augustin, 1923.
- Führer durch das Oberwesergebiet. 3. bedeutend erweiterte und verbesserte Auflage, Holzminden: Hüpke, 1927.
- Führer durch das Oberwesergebiet, hg. vom Wesergebirgsverein. 
  - Teil 1: Kassel und Fuldatal, Göttinger Berge, Werratal, Kaufunger Wald, Meißner, Reinhardswald, Bramwald, Solling, Eggegebirge mit Edertalsperre, Köterberg, Vogler, Hils, Ith, Alfelder und Hildesheimer Berge. 4. Auflage, Holzminden: Hüpke, 1926 (Hüpkes Reisebücher, Band 1: Weserbergland, Teil 1).
  - Teil 2: Hannover und Umgebung, Osterwald, Saupark Deister, Süntel, Weserkette, Bückeberg, Porta Westfalica, Schaumburger Wald, Rehburger Berge, Steinhuder Meer, Lippisches Berg- und Hügelland, Pyrmonter Berge, Teutoburger Wald und Wiehengebirge. 4. Auflage, Holzminden: Hüpke, 1929 (Hüpkes Reisebücher, Band 1: Weserbergland, Teil 2).